# 모호크 헤어스타일

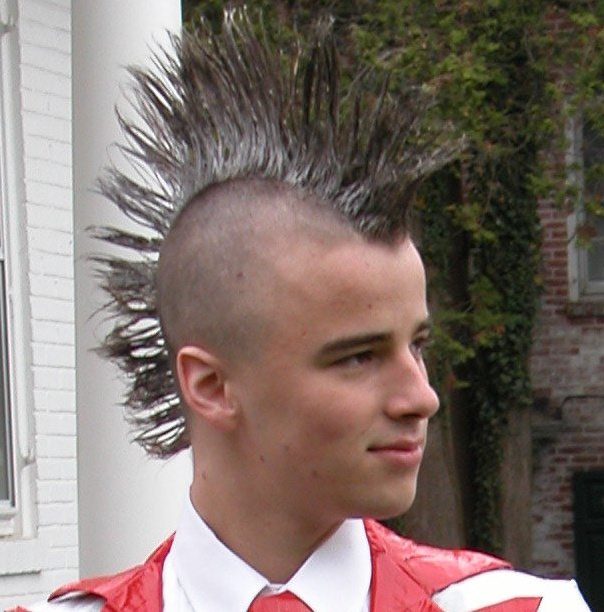
모히칸 헤어스타일

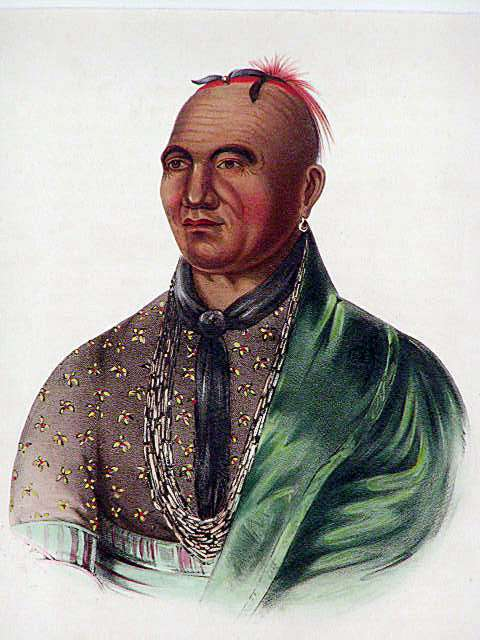
모호크족의 족장（조셉 브랜트작）

모호크 헤어스타일(영어: Mohawk hairstyle) 또는 모히칸 헤어스타일(영어: Mohican hairstyle)은 헤어스타일의 하나이며 닭벼슬머리라고도 한다.

## 개요
모히칸 헤어스타일은 머리의 좌우 (또는 그 중 한쪽)를 바싹 깎거나 삭발을 하고 가운데 부분만 기르는 헤어스타일로, 언뜻 닭벼슬처럼 보이기도 한다. 1970년대에 펑크 패션으로 유행하였고, 1980년대에 다양한 모히칸 헤어스타일이 생겨났다. 그 중에서도 유명한 것은 머리의 가운데 부분을 삭발하고 좌우 (또는 그 중 한쪽)를 남기는 역 모히칸이다.
요즘은 펑크 뿐만 아니라, 다양한 분야에서 볼 수 있는 헤어스타일이다. 영화에서는 매드 맥스 시리즈에 나오는 악역이 이 헤어스타일을 하고 있었고, 만화 북두의 권의 주인공 켄시로에게 죽임을 당하는 악당의 헤어스타일로 종종 그려지기도 했다. 또, 대한민국에서는 빅뱅의 리더인 지드래곤이 이 헤어스타일을 해서 화제를 모으기도 하였다.

## 모히칸족과의 연관성
대한민국이나 일본에서는 주로 모히칸 헤어스타일 (Mohican hairstyle) 이라고 부르는 것이 일반적인데, 이 명칭은 펑크 록과 함께 영국 영어로서 유입된 단어로, 아메리카의 원주민인 모히칸족과의 연관성은 적다.
미국 영어에서는 모히칸족과 같이 아메리칸 원주민의 한 부족인 모호크족의 헤어 스타일에서 유래한 모호크 헤어스타일 (Mohawk hairstyle)이라는 명칭이 일반적이다. 그러나 역사적으로 원주민 중에서 모히칸족만 이 헤어스타일을 고집했다는 기록은 없다.

## 같이 보기
- 변발